# جیانلوکا گائتانو
جیانلوکا گائتانو (انگلیسی: Gianluca Gaetano؛ زادهٔ ۵ مهٔ ۲۰۰۰) بازیکن فوتبال اهل ایتالیا است که برای باشگاه فوتبال کالیاری بازی می‌کند.
وی همچنین در تیم‌های ملی فوتبال زیر ۱۵ سال ایتالیا، زیر ۱۶ سال ایتالیا، زیر ۱۷ سال ایتالیا، زیر ۱۹ سال ایتالیا و زیر ۲۰ سال ایتالیا بازی کرده‌است.